# Glenn McQueen
Glenn John McQueen (* 24. Dezember 1960 in Toronto, Ontario, Kanada; † 29. Oktober 2002 in Berkeley, Kalifornien, Vereinigte Staaten) war ein kanadischer Supervisor bei Pixar und PDI.

## Leben
Glenn McQueen besuchte 1985 das Sheridan College in Oakville (Ontario) und wurde danach auf ein Stipendium an das New York Institute of Technology Computer Graphics Lab geschickt, wo er als Leiter der 3-D-Produktionsabteilung die Film-Effekte, TV-Spots und wissenschaftliche Visuale erstellte.
Ab 1994 arbeitete er in Pixar Animation Studios (teilweise wegen seines Interesses an Toy Story und seinem Respekt für John Lasseter), wo er die Animation auf Pixars frühen Erfolgen produzierte (u. a. Toy Story, Das große Krabbeln, Toy Story 2 und Die Monster AG).
McQueen war auch Mitglied der Academy of Motion Picture Arts and Sciences in Hollywood.
Er war mit Terry McQueen verheiratet und hat eine Tochter.
McQueen verstarb im Alter von 41 Jahren an einem malignen Melanom in Berkeley, Kalifornien. Sein Tod trat bei der Produktion von Findet Nemo auf, der ihm gewidmet ist. Seine ehemaligen Kollegen erwiesen ihm die Hommage, die Hauptfigur im Film Cars Lightning McQueen zu nennen.

## Filmografie

### PDI
- 1991: The Last Halloween (Regie)
- 1992: Schlafwandler (Animation)
- 1994: Angels – Engel gibt es wirklich! (Animation)

### Pixar
- 1995: Toy Story (Animation)
- 1998: Das große Krabbeln (Animation)
- 1999: Toy Story 2 (Animation)
- 2001: Die Monster AG (Animation)
- 2003: Findet Nemo (Widmung)
- 2006: Cars (Widmung)